# Toxomantis sinensis
Toxomantis sinensis är en bönsyrseart som beskrevs av Giglio-tos 1914. Toxomantis sinensis ingår i släktet Toxomantis och familjen Toxoderidae. Inga underarter finns listade i Catalogue of Life.